# Ривалба
Рива̀лба (на италианскии на пиемонтски: Rivalba) е село и община в Метрополен град Торино, регион Пиемонт, Северна Италия. Разположено е на 328 m надморска височина. Към 1 януари 2020 г. населението на общината е 1162 души, от които 72 са чужди граждани.